# اداره (فصل ۶)
فصل ششم مجموعه کمدی تلویزیونی اداره برای اولین بار در ایالات متحده از ان‌بی‌سی در ۱۷ سپتامبر ۲۰۰۹ به نمایش درآمد و در ۲۰ مه ۲۰۱۰ به پایان رسید. این فصل شامل ۲۲ قسمت نیم ساعته و ۲ قسمت طولانی بود که شامل ۲۶ قسمت از کل محتوای فیلم‌برداری شده بود. اداره اقتباسی آمریکایی از مجموعه تلویزیونی بریتانیایی به همین نام است و در قالب مستندنما ارائه می‌شود و زندگی روزمره کارمندان اداره‌ای در شرکت ساختگی داندر میفلین در اسکرانتون، پنسیلوانیا را به تصویر می‌کشد. در این فصل استیو کرل، رین ویلسون، جان کرازینسکی، جینا فیشر، بی جی نواک و اد هلمس در نقش اصلی و لسلی دیوید بیکر، برایان بومگارتنر، کرید برتن، کیت فلانری، میندی کالینگ، الی کمپر، آنجلا کینزی، پل لیبرشتاین، اسکار نونز، کریگ رابینسون و فیلیس اسمیت نقش‌های مکمل را بازی می‌کنند.
بسیاری از منتقدان عنوان کرده‌اند که این فصل ضعیف تر از فصل‌های پیشین است، با وجود این که این فصل هنوز هم نظرات کلی مطلوب دریافت کرد. این فصل با میانگین ۷٫۸۰ میلیون بیننده در هر قسمت، پدر رتبه پنجاه و دوم قرار گرفت و این افت شدید در رتبه‌بندی نسبت به فصل پیش بود که به‌طور متوسط ۹ میلیون بیننده داشت.
فصل ششم سریال اداره پنجشنبه‌ها ساعت ۹:۰۰ بعد از ظهر (شرقی) در ایالات متحده پخش می‌شد. دی‌وی‌دی این فصل توسط رسانه خانگی یونیورسال پیکچرز در جعبه چهار دیسک در منطقه ۱ در ۷ سپتامبر ۲۰۱۰ منتشر شد. مجموعه دی‌وی‌دی شامل تمام ۲۶ قسمت است و همچنین تفسیرهایی از سازندگان، نویسندگان، بازیگران و کارگردانان برخی از قسمت‌ها دارد. این مجموعه دی‌وی‌دی همچنین شامل صحنه‌های حذف شده از همه قسمت‌ها و همچنین خرابکاری‌های پشت صحنه است.

## تولید
فصل ششم این مجموعه توسط رویل پروداکشنز و دیدل-دی پروداکشنز با همکاری یونیورسال تله‌ویژن تولید شد. این مجموعه بر اساس نسخه بریتانیایی ساخته شده توسط ریکی جرویز و استیون مرچنت اقتباس شده‌است و هر دوی آنها تهیه‌کننده‌های اجرایی نسخه آمریکایی نیز هستند. اداره تولید شده توسط گرگ دنیلز است که همچنین تهیه‌کننده اجرایی و شورانر نیز می‌باشد. دنیلز در این فصل نقشی محدود داشت و فقط در نوشتن فیلمنامه یک قسمت و کارگردانی قسمت دیگری کار کرد، زیرا او مشغول نوشتن فیلمنامه مجموعه جدید خود، پارک‌ها و تفریحات بود که با همکاری مایکل شور، نویسنده و تهیه‌کننده اداره، که نویسندگی را ترک کرد، ساخته شد. نویسندگانی که از فصل پیش حضور داشتند عبارتند از میندی کالینگ، بی جی نواک، پل لیبرشتاین، لی آیزنبرگ، جین استوپنیتسکی، برنت فورستر، جاستین اسپیتزر، جنیفر سلوتا، آرون شور، چارلی گرندی، وارن لیبرشتاین و هالستد سالیوان. از نویسندگان جدید در فصل ششم می‌توان به دنیل چون، جیسون کسلر (که به عنوان هماهنگ‌کننده فیلمنامه فعالیت می‌کرد) و جاناتان هیوز اشاره کرد. پل لیبرشتاین به عنوان تهیه‌کننده اجرایی و شورانر این فصل فعالیت داشت. کالینگ، نواک، آیزنبرگ، استوپنیتسکی و شور تهیه‌کنندگان مشترک اجرایی بودند. سلوتا و فارستر تولیدکنندگان مشاور بودند. دنیل چون نظارت تولیدکنندگان را بر عهده داشت. اسپیتزر، گرندی، وارن لیبرشتاین و هالستد سالیوان تهیه‌کننده بودند.